# Санширо Сугата II
„Санширо Сугата II“, срещан и като „Санширо Сугата (продължение)“, (на японски: 續姿三四郎, по Система на Хепбърн: Zoku Sugata Sanshirō) е японски пълнометражен игрален филм от 1945 г. на режисьора Акира Куросава. Продължение на лентата му от 1943 г. Подобно на предшественика си, втората част е по сценарий на Куросава, основаващ се на повестта „Санширо Сугата“ на Цунео Томита.
Филмът продължава историята на известния майстор по джудо Санширо Сугата, който този път се изправя срещу братята на сразения си противник Генноске Хигаки.
Продължението няма същия успех като предхождащата го лента.

## Сюжет
Внимание:  Текстът по-долу разкрива сюжета на произведението (или части от него)!
1887 г. В пристанището Йокохама Санширо Сугата защитава Дайзабуро Самонджи от ядосан американски моряк, като хвърля чужденеца във водите. Самонджи моли Сугата да му стане учител, но майсторът по джудо се чувства недостоен за това призвание, усещайки тежест от високия си статут в бойните изкуства. Йошицо Фубаки, виждайки уменията на джудиста, предлага на Сугата да се изправи срещу американския боксьор Уилям Стар. Майсторът по бойни изкуства отива да наблюдава една боксова среща в посолството, където става свидетел как Кайе Секине е победен и унижен от американския боксьор.
Сугата се завръща в Токио, където споделя пред Шогоро Яно, че иска да се откаже от джудото, уморен да гледа как противниците му страдат заради него. Обърканият майстор се среща с монаха Ошо, и неволно попада на Сайо, към която чувства вина, заради смъртта на баща ѝ. На другия ден в школата на Яно идват Тесшин и Гендзабуро Хигаки, които искат да се бият със Сугата. Учителят Яно отказва, понеже техния боен стил – каратето – и джудото са твърде различни. Братята Хигаки си тръгват огорчени, но Тесшин вярва, че някой ден ще се изправи срещу Сугата, за да отмъсти за брат си Генноске.
Майсторът по джудо започва да обучава Самонджи, като се стреми да го откаже от джудото. Момчето обаче е упорито и скоро достига до трети ранг. То намира една нощ, полумъртъв, Тагава, от когото школата Яно научава, че има сериозни противници. През това време братята Хигаки се прибират вкъщи. Немощният, но потънал в смирение, Генноске ги моли да оставят Сугата. Тесшин обаче не е превъзмогнал загубата на големия си брат от Сугата, нито че майсторът-джудист е отмъкнал любимата на Генноске – Сайо.
Нападенията над участниците в школата продължават. Самонджи също е пребит. Сугата, все по-непримирим към набезите, е посетен от Генноске. Немощният мъж го моли да не се изправя срещу братята му, понеже се страхува да не пострада сериозно. Двамата се натъкват на Сайо. Генноске избягва присъствието ѝ.
Поканата за двубоя от братята Хигаки не закъснява. Майсторът по джудо решава да откликне на предизвикателството. Преди това решава да се бие за пари. Сугата се изправя срещу американския боксьор Уилям Стар в Йокохама. Джудистът успява да преметне упонента си, с което той е нокалтиран. На победителя са връчени 1000 долара, но Сугата отказва награда. Дава я на Секине, който търси извинение от майстора. Пред Ошо Сугата признава, че напуска школата, защото е нарушил всички правила на Яно. Монахът го съветва да не предприема това действие. Нарушил е заповедите, но не със сърцето си.
Сутринта Сугато е изпратен от Сайо. Майсторът по джудо се изправя пред Тесшин Хигаки на един снежен хълм. Гендзабуро наблюдава отстрани ожесточената битка. Сугато успява да хвърли своя опонент от хълма. След боя победителят се погрижва за двамата братя. Осигурява им подслон и топла храна. Победените обаче трудно понасят загубата. Гендзабуро посяга да убие Сугата, докато той спи. По настояване на брат си остава сатъра настрани.
На сутринта майсторът джудист вижда, че противниците му опитват супата. Излиза навън, за да им донесе вода и поглежда към хоризонта с широка усмивка.

## Актьорски състав
| Име на актьора   | Име на персонажа (бълг. ез.) | Оригинално име на персонажа | Описание                                                  |
| ---------------- | ---------------------------- | --------------------------- | --------------------------------------------------------- |
| Сусуму Фуджита   | Санширо Сугата               | 姿三四郎                    | Млад майстор по джудо.                                    |
| Денджиро Окочи   | Шогоро Яно                   | 矢野正五郎                  | Учител по джудо на Сугата.                                |
| Акитаке Коно     | Гендзабуро Хигаки            | 檜垣源三郎                  | Слабоумния най-малък брат на Генноске                     |
| Рюноске Цукигата | Генноске Хигаки              | 檜垣源之助                  | Сразен противник на Сугата и брат на Тесшин и Гендзабуро. |
| Юкико Тодороки   | Сайо                         | 小夜                        | Любима на Сугата, в която Генноске още таи чувства.       |
| Шоджи Кийокава   | Юджиро Тода                  | 戸田雄次郎                  |                                                           |
| Тадаши Суганума  | Тесшин Хигаки                | 檜垣鉄心                    | Средният брат Хигаки. Основен противник на Сугата.        |
| Еиджиро Тоно     | Тотен Мадзаки                |                             |                                                           |
| Масаюки Мори     | Йошимаро Дан                 | 壇義麿                      |                                                           |
| Кокутен Кодо     | Ошо                          | 和尚                        | Будиски монах                                             |

## Създаване и отзиви
След успеха на Санширо Сугата „Тохо“ иска от Куросава да заснеме продължение. Режисьорът с неприязън се връща към темата за майстора по джудо. Съсредоточава се върху онази част от повестта на Цунео Томита, в която по-малките братя на Генноске искат да отмъстят на Сугата. Особено е заинтересован от персонажа на Тесшин Хигаки, в който Генноске вижда себе си на младини.
Най-важната част в Санширо Сугата II е крайната, кулминационна сцена – двубоя между Сугата и Тесшин. Снимана е в района Хоппо, курорт с минерални бани, посещаван през зимата често от скиори.
По време на снимките някои хора от екипа, сред които и Куросава, едва не измръзват. В решаващата битка Сугата и Тесшин са боси и актьорите едва издържат сцената.
Видът на актьора Акитаке Кано, играещ най-малкия, слабоумен, брат на Генноске, подплашва няколко скиора.
Куросава не смята филма си за добър, сравнение с първата част, защото така и не е намерил сили за него. Критиката дава също ниска оценка на продължението.
В месеца, когато Санширо Сугата II излиза на екрана, Куросава сключва брак с актрисата Йоко Ягучи.